# Langpootvliegen
De langpootvliegen (Tanypezidae) zijn een familie uit de orde van de tweevleugeligen (Diptera), onderorde vliegen (Brachycera). Wereldwijd omvat deze familie zo'n 2 genera en 28 soorten.
In Nederland en Europa komt van deze familie maar een enkele soort voor : Tanypeza longimana.

## Taxonomie
De volgende geslachten zijn bij de familie ingedeeld:
- Neotanypeza Hendel, 1903[2]
- Tanypeza Fallén, 1820[3]